# TETSUYA LIVE 2019 THANK YOU 4950
『TETSUYA LIVE 2019 THANK YOU 4950』（テツヤ ライヴ にせんじゅうきゅう サンキュー よんきゅうごーぜろ）は、日本のロックバンド・L'Arc〜en〜Cielのベーシスト、TETSUYAのライヴビデオ。2020年8月19日発売。発売元はLDH Records内の自身の主宰レーベルSPROUSE。

## 解説
ライヴビデオ『15th ANNIVERSARY LIVE』以来約2年4ヶ月ぶり5作目となる映像作品のリリース。
本作は、TETSUYAの40代最後の日となった2019年10月2日と、50歳を迎えた翌10月3日に、舞浜アンフィシアターで開催したワンマンライヴ「TETSUYA LIVE 2019 "THANK YOU" 4950」の模様を収録したライヴビデオとなっている。なお、この作品には、バースデーライヴとなった最終日公演の模様がメインで収録されており、2日間の公演で日替わり演奏された曲も合わせ全25曲が収録されている。さらに、ライヴのドキュメントムービーも収録されている。
セットリストには、ライヴ開催時点で未だ音源化されていなかった楽曲「白いチューリップ」に加え、「milky way」「砂時計」「Link」「瞳の住人」「READY STEADY GO」といった自身が作曲を手掛けたL'Arc〜en〜Cielの楽曲のセルフカバーが組み込まれた。
また、本公演では、自身初となるバンドセットとアコースティックセットの2つの編成でライヴが行われた。バンドセットでは従来のJuicy-Bananasがバックバンドメンバーを務め、アコースティックセットではピアノ、アコースティックギター、パーカッション、女性コーラスを据えた編成でライヴを行っている。なお、アコースティック編成では、「wonderful world」「Eureka」「白いチューリップ」「empty tears」「Time goes on 〜泡のように〜」にアコースティックアレンジを施したバージョンを披露している。
フィジカルはBlu-ray Disc及びDVDの2種類で発売されている。また、本作をCDショップで購入した者を対象に、特典としてピックキーホルダーがプレゼントする施策が行われた。
余談だが、本作に収録されたL'Arc〜en〜Cielの楽曲「milky way」「砂時計」「Link」「瞳の住人」をセルフカバーしたライヴ音源は、2021年10月に発表されたアルバム『STEALTH』にボーナストラックとして収録されている。また、本作に収録されたライヴ音源は、のちに音楽ストリーミングサービスで公開されている。

## 収録曲
- 「TETSUYA LIVE 2019 THANK YOU 4950」2019/10/3公演

1. Fantasic Wonders
2. Make a Wish
3. READY FOR WARP
4. 愛されんだぁ I Surrender
5. REVERSE
6. FATE
7. lonely girl
8. wonderful world
9. Eureka
10. 白いチューリップ
11. empty tears
12. Time goes on 〜泡のように〜
13. メドレー（milky way～砂時計～Link）
14. Can't stop believing
15. LOOKING FOR LIGHT
16. I WANNA BE WITH YOU
17. 瞳の住人
18. Are you ready to ride?
19. Roulette
20. 流れ星

- 「TETSUYA LIVE 2019 THANK YOU 4950」2019/10/2公演

1. EDEN
2. 蜃気楼
3. 15 1/2 フィフティーンハーフ
4. TIGHTROPE
5. READY STEADY GO